# 大村加奈子
大村加奈子（1976年12月15日—），出生於日本京都府京都市，是日本排球運動員，身高184公分，體重68公斤，司職副攻。
自1997年多次間斷地入選日本女排，並先後在2004年雅典奥运会及2008年北京奥运会參賽。
大村目前是久光製藥Springs女排隊的旗下選手。2008年4月，因在V-Legaue的生涯參賽場數超過240場以上，而獲得了V-Legaue長期活躍選手特別榮譽獎。